# Andersson Ordóñez
Andersson Rafael Ordóñez Valdéz (Guayaquil, 29 de janeiro de 1994), mais conhecido como Andersson Ordóñez, é um futebolista profissional equatoriano que joga como zagueiro.

## Carreira
Andersson começou a carreira no Barcelona de Guayaquil em 2011. Quatro anos depois, foi emprestado ao El Nacional. Em 2017, Andersson foi vendido ao Eintracht Frankfurt por um milhão de euros. Um ano depois, foi emprestado à LDU.

## Títulos
LDU
- Campeonato Equatoriano: 2018
- Copa do Equador: 2019
- Supercopa do Equador: 2020, 2021